# Narożnica górska
Narożnica górska (Megophrys montana) – gatunek płaza bezogonowego z rodziny Megophryidae. Występuje w Indonezji i jest endemitem wyspy Jawa. Pierwszy raz ten gatunek płaza został opisany w 1822 roku.